# William Pitt de Oudere
William Pitt, 1e graaf van Chatham (Londen, 16 november 1708 - Hayes, Kent, 11 mei 1778) was een Brits Whig-politicus en de eerste minister (Prime Minister) van Groot-Brittannië van 30 juli 1766 tot 14 oktober 1768. Hij wordt William Pitt de Oudere genoemd om hem van zijn zoon te onderscheiden die als William Pitt de Jongere bekendstaat in de Britse geschiedenis. De steden Pittsburgh, Chatham (New Jersey) en ook Pittsylvania County en de Chatham University in Pittsburgh zijn naar hem vernoemd.

## Levensloop
Hij was de zoon van Robert Pitt en de kleinzoon van Thomas Pitt, voormalig gouverneur van Madras. Beiden waren ook lid van het House of Commons.
Pitt studeerde van 1719 tot 1726 aan het Eton College, waarna hij in 1727 ingeschreven werd aan het Trinity College van de Universiteit van Oxford. Vervolgens ging hij studeren in de Nederlandse stad Utrecht.
Omdat zijn oudere broer de familiebezittingen erfde, was William Pitt verplicht om ander werk te vinden. Zijn vriend George Lyttelton liet hem in 1731 kennis maken met zijn oom Richard Temple, de burggraaf van Cobham. Deze gaf Pitt een functie in het cavalerieregiment dat hij leidde.
In 1735 werd hij voor de Whigs verkozen in het House of Commons en koos er de zijde van de oppositie tegen premier Robert Walpole. Ook George Lyttelton en Richard Grenville, een andere neef van Cobham, behoorden tot deze groep. In de 18e eeuw werd oppositie tegen de regering vaak geassocieerd met de kroonprins. Zo had de groep rond Cobham een goede band met  Frederik, de prins van Wales. Pitt was vooral kritisch over de manier waarop Walpole met de relaties met Spanje omging eind jaren 1730 en was erg actief bij de debatten begin 1742 die uiteindelijk tot het aftreden van Walpole zouden leiden.
Na het einde van het premierschap van Walpole volgde een onstabiele politieke situatie. Pitt bleef deel uitmaken van de oppositie en sprak zich uit tegen de Britse politiek van Europese interventies, die hij beschouwde als een ondermijning van de Britse belangen. Onnodige uitgaven om buitenlandse troepen te organiseren, de stijging van de nationale schulden, de uitbreiding van het leger en de toenemende macht van de regering waren typisch in deze periode. De broers Henry Pelham en Thomas Pelham-Holles, de hertog van Newcastle, zagen wel wat in de argumenten van Pitt en gebruikten ze om de interventiepolitiek van koning George II en minister van Buitenlandse Zaken Lord John Carteret te matigen. De Pelhams wilden Pitt graag opnemen in de regering, maar koning George II weigerde dat omdat hij ontevreden was over de kritiek van Pitt. Na lang druk uit te oefenen, werd hij uiteindelijk in 1746 benoemd tot onderschatbewaarder van Ierland en kort daarna werd hij penningmeester van de Marine. In beide functies had hij echter geen persoonlijk contact met de koning.
In de regering liet Pitt zich opmerken als een harde werker die zichzelf weigerde te verrijken. Speeches in deze periode toonden aan dat hij een voorstander begon te worden van de Britse interventiepolitiek op het Europese vasteland, terwijl zijn band met Newcastle nauwer werd. Via Newcastles invloed kon Pitt zowel bij de verkiezingen van 1747 als die van 1754 herkozen geraken als parlementslid.
Pitt werd in het House of Commons erkend als een groot redenaar, maar toch bleef koning George II achterdochtig tegenover hem. Hij kreeg bijvoorbeeld geen invloedrijke ministerpost toen Newcastle in 1754 premier werd. Nadat hij er niet in slaagde om steun te vinden bij minister van Oorlog Henry Fox, begon hij weer nauwer te worden met de oppositie. Door zijn huwelijk met Lady Hester Grenville in november 1754 werd hij de schoonbroer van Richard en George Grenville, in die periode twee belangrijke kopstukken van de oppositie. Ze kregen vijf kinderen, waaronder William Pitt de Jongere, die jarenlang premier van Groot-Brittannië zou worden.
De verergerende internationale situaties zorgde voor nieuwe mogelijkheden. Pitt was ervan overtuigd dat de spanningen tussen Frankrijk en Groot-Brittannië in de Amerikaanse kolonies een groot Europees conflict zouden veroorzaken. Nadat Pitt in 1755 het parlement wou overtuigen om Frankrijk de oorlog te verklaren, werd hij echter uit de regering gezet.
Nadat in 1756 de regering-Newcastle viel, kon hij er door zijn invloed voor zorgen dat hij minister van Buitenlandse Zaken in de daaropvolgende regering-Devonshire werd. Toch was Pitts positie moeilijk, aangezien de regering geen meerderheid achter zich had en Pitt veel politieke rivalen had. In april 1757 ontsloeg koning George II onder invloed van zijn zoon Willem Pitt en Richard Grenville uit de regering. Nadat Newcastle in juni 1757 weer premier, keerde Pitt echter terug in de regering en werd opnieuw minister van Buitenlandse Zaken.
Newcastle en Pitt leidden Groot-Brittannië succesvol door de Zevenjarige Oorlog. In 1759 behaalde Groot-Brittannië heel wat militaire overwinningen in Europa, Canada en India. Net zoals vele ministers van Buitenlandse Zaken voor hem, ontdekte Pitt dat Groot-Brittannië zijn koloniale belangen het best kon verdedigen met een sterke marine en investeerde veel in de marine. Ook gebruikte hij de Britse financiële middelen om de oorlog in Europa te kunnen verderzetten.
De troonsbestijging van koning George III in 1760 leidde echter tot politieke veranderingen. George III stond sterk onder invloed van John Stuart, de graaf van Bute, die voorstander was van een vredespolitiek. Pitt wilde echter de oorlog verderzetten, maar die oproep werd door Bute en koning George III genegeerd. Hierdoor nam hij in oktober 1761 ontslag als minister.
In de periode 1761-1766 was de politieke positie van Pitt opnieuw zeer moeilijk. Zijn relaties met George Grenville, die de kant koos van de koning en Bute, Newcastle en Rockingham verzuurden. Desondanks werd zijn naam vaak genoemd als er weer eens een nieuwe premier moest aangeduid worden.
In 1766 viel de regering-Rockingham, waarna Pitt de opdracht kreeg een nieuwe regering te worden. In deze regering werd hij premier en Lord Privy Seal. Hetzelfde jaar werd hij als graaf van Chatham verheven in de Britse adel, waardoor hij het House of Commons moest verlaten en lid werd van het House of Lords. Als premier probeerde hij de crisis in Amerika ten gevolge van de Stamp Act op te lossen, maar slaagde daar niet in. Door hoge financiële schulden na het einde van de Zevenjarige Oorlog hief Groot-Brittannië hoge belastingheffingen in de kolonies. De band tussen Groot-Brittannië en Amerika verzuurde hierdoor en als gevolg hierdoor zou de Amerikaanse Onafhankelijkheidsoorlog uitbreken. Ook probeerde hij om een allianties met Noord-Europa te herstellen. In oktober 1768 nam hij teleurgesteld ontslag als premier, hoewel zijn toenemende gezondheidsproblemen hier ook een belangrijke rol bij speelden.
Door zijn gezondheidsproblemen kon Pitt in de jaren 1770 moeilijk oppositie voeren en was hij in het parlement steeds minder actief. In mei 1778 overleed hij, nadat hij enkele weken daarvoor onwel was geworden in het parlement. Hij werd op kosten van de regering begraven in Westminster Abbey.
Hij kreeg vooral voor 1766 de bijnaam The Great Commoner (De Grote Burger), omdat hij lang een adellijke titel geweigerd had. Nadat hij in 1766 graaf van Chatham werd, verdween deze bijnaam.